# Transzendental
Das Adjektiv transzendental (von lateinisch transcendere, „überschreiten“) wird in erkenntnistheoretischen Zusammenhängen mit Bezug auf die Erfahrung verwendet – es bezeichnet Strukturen, Begriffe oder Erkenntnisfunktionen, die nicht durch empirische Erfahrung erworben werden können, deren Bestehen bzw. Gültigkeit aber vorausgesetzt werden muss, damit die Erfahrung einen Wahrheitsgehalt hat und somit Erkenntnis und Wissen möglich sind. Da diese Bedingungen also einer jeden möglichen empirischen Erfahrung immer schon vorausliegen und den Bereich des empirisch Erfahrbaren insofern „überschreiten“, aber von diesem nicht losgelöst (transzendent) sind, bezeichnet Immanuel Kant diese Bedingungen als „transzendental“. Die Transzendentalphilosophie hat zur Aufgabenstellung, die subjektiven allgemein-notwendigen Bedingungen für Bewusstseinsprozesse wie die Gewinnung von Erkenntnis bzw. Wissen oder die Ausrichtung auf das moralisch Gute zu untersuchen. Immanuel Kant beschreibt den erkenntnistheoretischen Gegenstandsbereich, der der Sinneserfahrung vorausliegt (und daher a priori genannt wird) in der Kritik der reinen Vernunft:
„Ich nenne alle Erkenntnis transzendental, die sich […] mit unserer Erkenntnisart von Gegenständen, so fern diese a priori möglich sein soll, überhaupt beschäftigt.“ (Immanuel Kant: AA III, 43)
Die Eigenschaft „transzendental“ meint einen Zusammenhang mit der empirischen Erkenntnis von Gegenständen im Allgemeinen und in Absehung von den besonderen Erkenntnisvoraussetzungen eines spezifischen Gegenstands. Entlang dieser Linie bestimmt Kant die Transzendentale Ästhetik als Lehre von den Bedingungen der Wahrnehmung von etwas überhaupt, und die Transzendentale Logik als die Lehre vom gedanklichen Anteil der Gegenstandserkenntnis – im Unterschied zur allgemeinen formalen Logik, die ihm zufolge mit Urteilen und Begriffen unabhängig von jedem Gegenstandsbezug operieren, und zu den Gesetzen einer spezifischen Wissenschaft, die einzelne Gegenstände und Eigenschaften betreffen.
Kants Programm führte im deutschen Idealismus zum Anspruch, dass Transzendentales, weil a priori gültig, Erfahrung und Wissen abschließend begründen kann. Dieser Anspruch wurde in transzendentalen Konzepten – zum Beispiel in denen von Friedrich Schelling und Johann Gottlieb Fichte – zur Konstruktion idealistischer Philosophien und romantischer Kunsttheorien verwendet. Damit einher geht aber – entgegen Kants Ansicht – der Anspruch oder doch zumindest die Sehnsucht, Transzendentes zu erfassen. Auch an diese wiederhergestellte Einheit von Kosmologie und Erkenntnistheorie knüpft Ende des 19. Jahrhunderts der amerikanische Transzendentalismus an.

## Begriffsgeschichte

### Bis zur Aufklärung
In der scholastischen Philosophie wird auf dem Gebiet der Ontologie der Begriff der Transzendentalien benutzt. Er bestimmt die unveränderlichen und allgemeinen Bestimmungen des Seins und der Seienden Dinge, die jede spezifische Kategorie übersteigen und also dem Sein als solchem, „τὸ ὂν ᾗ ὄν“, zukommt. Alle Dinge und alles Handeln sind je nach Grad ihrer Teilhabe an den Transzendentalien Sein – dem Einen, dem Wahren und dem Guten – wertvoll oder weniger wertvoll bestimmbar. Die Vorstellung der Teilhabe wurde schon bei Platon und Augustinus thematisiert.
Im 15. Jahrhundert wurden diese Vorstellungen und die dazugehörigen Termini „transzendental“ beziehungsweise „Transzendentalien“ im Rahmen von Übersetzungen und Kommentierungen neu zugänglicher griechischer, lateinischer und arabischer Texte verwendet. Pedro da Fonseca und Francisco Suárez gehörten zu den ersten, die im 16. Jahrhundert dazu eigene Darstellungen verfassten. Auch Avicennas Metaphysik gehört dazu.
„Transzendentalien“ beziehungsweise „transzendental“ wurden in vielen weiteren theologischen und philosophischen Abhandlungen (vor allem bei Thomas von Aquin) zur Metaphysik und in dialektischen Disputen verwendet und verändert. Sie erweiterten stets die Terminologie, mit der sowohl theoretisch als auch empirisch Gottes Wirken und menschliches Denken erklärt werden sollten. Sie waren durch die folgenden Jahrhunderte und sind bis in die gegenwärtige Neuscholastik in Gebrauch. Kant waren sie durch die Schriften von Christian Wolff und Alexander Baumgarten bekannt, die sie für ihre Metaphysiken benutzt haben.
Kant setzt sich in § 12 der Kritik der reinen Vernunft mit dem scholastischen Satz „quodlibet ens est unum, verum, bonum“ auseinander, den er als aus der „Transscendentalphilosophie der Alten“ stammend bezeichnet (Immanuel Kant: AA III, 97).
Nach Kant müssen diese metaphysischen Lehrsätze über Transzendentalien als Eigenschaften des Daseins jedoch in erkenntnistheoretische Grundsätze einer möglichen Erfahrung übersetzt werden, um an ihren wahren Kern zu gelangen. Die allgemeinsten Bestimmungen des Seins werden zu den allgemeinsten Formen der Erkenntnis.

### Kant und Hume
Kants und David Humes Programme für eine Begründung der Wissenschaften unterscheiden sich prinzipiell. Für Hume ergibt sich aus seinen Beobachtungen und Schlussfolgerungen, dass wissenschaftliche Kenntnisse keine absolute Gewissheit haben. Sie müssen kontinuierlich überprüft und an empirische Erfahrungen angepasst werden. Für Hume gibt es annähernde Gewissheit nur in der Mathematik, deren Erkenntnisse a priori gültig sind, weil Mathematik ein geschlossenes System darstellt. Philosophie kann als offenes System einer „Wissenschaft vom Menschen“ nichts abschließend beweisen, sondern nur durch Beschreibung von Beobachtungen Inhalte plausibel beziehungsweise nachvollziehbar machen. „Das Gegenteil einer sogenannten Tatsache bleibt immer möglich […] Es ist deshalb von wissenschaftlichem Interesse, die Natur der Gewissheit zu untersuchen, welche uns von der wirklichen Existenz und von Tatsachen überzeugt.“
Für Kant, der auf eine geschlossene, systematische Ethik hinarbeitet, ist dabei vor allem das Induktionsproblem Stein des Anstoßes, das Hume nicht löse. Hume stelle lediglich fest, dass Kausalzusammenhänge nicht unmittelbar beobachtbar sind. Wie die Ursächlichkeit bewirkt werde, könne – so Hume – weder durch Erfahrung noch durch logische Analyse beantwortet werden. Dass der Begriff „Kausalität“ beziehungsweise bestimmte Ursache-Wirkungszusammenhänge in alltäglichen und wissenschaftlichen Aussagen verwendet werden, die wir für gültig halten, erklärt er mangels Alternativen mit „Gewohnheit“. Die Gültigkeit des Begriffes „Kausalität“ entstehe durch wiederholtes Beobachten zweier aufeinander folgender Ereignisse. Dass Kausalität ein gültiges Prinzip menschlichen Vermutens und Denkens ist, so formuliert Hume allgemein, „ergibt sich nur nach einer langen Reihe gleichförmiger Vorgänge“, die Gewissheit für den Einzelfall schaffen. Dieser Reihe Notwendigkeit zuzuordnen, wie es ein naturwissenschaftliches Gesetz erfordert, ist nach Hume ein Irrtum oder eine Hypothese.
Kant erklärt, im Unterschied zu Hume, die Tatsache, dass Menschen Kausalität feststellen, dadurch, dass er Kausalität zu einem reinen Verstandesbegriff, einer apriorischen Idee erhebt, die im transzendentalen Gebrauch der Einheit dem Zusammenhalt der empirischen Erfahrung überhaupt zugrunde liegt. So kann er behaupten, dass es kausale Verknüpfungen geben muss, die er als synthetische Urteile a priori charakterisiert, die allgemein gültig und notwendig sind. Erst mit dieser Lösung wird für Kant die Frage beantwortbar, ob trotz Humes Angriff eine Metaphysik der Natur und der Moral überhaupt noch möglich ist. Kant fährt fort:

„Da es mir nun mit der Auflösung des Humeschen Problems nicht bloß in einem besonderen Falle, sondern in Absicht auf das ganze Vermögen der reinen Vernunft gelungen war: so konnte ich sichere, obgleich immer nur langsame Schritte tun, um endlich den ganzen Umfang der reinen Vernunft, in seinen Grenzen sowohl, als in seinem Inhalt, vollständig und nach allgemeinen Prinzipien zu bestimmen, welches dann dasjenige war, was Metaphysik bedarf, um ihr System nach einem sicheren Plane aufzuführen.“

### Neukantianismus und 20. Jahrhundert
Laut Friedrich Albert Lange handelt es sich dabei um „den Grund aller Irrtümer unsres Reformators der Philosophie“: „[die] Verwechslung der methodischen und kunstgerechten Handhabung der Denkgesetze mit der sogenannten Spekulation, welche aus allgemeinen Begriffen deduziert.“ Solche „Deduktionen aus Begriffen“ machten für Kant den Kern seiner transzendentalen Methode aus.
Hinter Kants Entscheidung für die transzendentale Methode stehe – so der Neukantianer Wilhelm Windelband – die fundamentale Einsicht, dass „die Geltung der Vernunftprinzipien von der Art und Weise wie sie im empirischen Bewusstsein zustande kommen, völlig unabhängig ist.“
Ferner charakterisiert er die Transzendentalphilosophie als „neu und absolut originell“. Man finde „ganz neue Probleme“ und ein „ganz neues Begriffsmaterial“, um sie zu lösen. Sie sei

„…die systematische Besinnung auf die unumstößlichen und unumgänglichen, jedem normal denkenden Menschen von selbst einleuchtenden, Voraussetzungen und Grundsätze, ohne welche es überhaupt keine Verständigung der Denkenden untereinander und keinen Versuch wissenschaftlicher Constatierung irgend welcher Thatsachen, keine Verarbeitung derselben zu Erkenntnissen giebt.“

Leonard Nelson griff sogar die Möglichkeit einer Erkenntnistheorie überhaupt an, da diese immer auf allgemein bestehenden Erkenntnissen beruhe und somit ad-hoc und Vermutung bleiben müsse. Daraus folgt für Hans Albert nicht die Unmöglichkeit von Erkenntnistheorie als solcher, sondern lediglich die Unmöglichkeit einer reinen Erkenntnistheorie. Er deutet Kants Lösung als Rechtfertigungsstrategie. Diese könne durch Anwendung des Fallibilismus und des kritischen Realismus ersetzt werden. Kants eigene Ansätze müssten dann zu …
1. einer empirischen Theorie, die das Erkennen erklärt;
2. einer Erkenntnistheorie, die Ziele und Normen aufgrund der faktischen Möglichkeiten festsetzt und die (1) aufweist;
3. einer Methodologie wissenschaftlichen Erkenntnisfortschritts, die als eine rationale Heuristik aufgefasst werden sollte,

transformiert werden.
Auch Karl Popper beanspruchte, mit dem Kritischen Realismus die Kritische Transzendentalphilosophie Kants fortzusetzen. Dabei wandte er sich ausdrücklich gegen die Kantianer der ersten Generation, vor allem Jakob Friedrich Fries und seine einflussreiche Schule. Er unterstellte ihnen einen Psychologismus, also eine Vermischung von (empirischer) Psychologie und Erkenntnistheorie, der auch für Kant selbst nicht immer auszuschließen sei. Für Popper bleibt vom transzendentalen Erkenntnisapparat der Anschauungsformen und Begriffe lediglich eine „transzendentale Methode“, die Begriffe und Thesen einer Erkenntnistheorie an den tatsächlichen Verfahren der Wissenschaften kritisch zu messen.